# 5 gennaio
Il 5 gennaio è il 5º giorno del calendario gregoriano. Mancano 360 giorni alla fine dell'anno (361 negli anni bisestili).

## Eventi
- 1122 – Sinodo di Crotone presieduto da papa Callisto II.
- 1463 – Il poeta François Villon viene bandito da Parigi
- 1477 – Battaglia di Nancy, Carlo il Temerario viene ucciso, la Borgogna diventa parte della Francia
- 1500 – Il duca Ludovico il Moro conquista Milano
- 1527 – Martirio di Felix Manz, un anabattista svizzero
- 1554 – Grande incendio di Eindhoven (Paesi Bassi)
- 1675 – Battaglia di Colmar, l'esercito francese sconfigge l'esercito brandeburghese
- 1759 – George Washington sposa Martha Dandridge Custis
- 1781 – Guerra d'indipendenza americana: Richmond (Virginia) viene incendiata dalle forze navali britanniche guidate da Benedict Arnold
- 1846 – La Camera dei rappresentanti degli Stati Uniti vota per cessare la condivisione del Territorio dell'Oregon con il Regno Unito
- 1886 – Viene pubblicato Lo strano caso del Dr. Jekyll e di Mr. Hyde di Robert Louis Stevenson
- 1895 – Affare Dreyfus: l'ufficiale francese Alfred Dreyfus viene ingiustamente degradato e condannato all'ergastolo sull'Isola del Diavolo nella Guyana, per presunto spionaggio a favore della Germania. Verrà scagionato solo nel 1906
- 1896 – Un giornale austriaco riporta la notizia della scoperta, fatta da Wilhelm Conrad Röntgen, di un tipo di radiazione in seguito nota come raggi X
- 1900 – Il leader irlandese John Edward Redmond incita alla rivolta contro il governo britannico
- 1911 – Inaugurazione del Bioparco di Roma
- 1914 – La Ford annuncia una giornata lavorativa di 8 ore e uno stipendio minimo di 5 dollari al giorno
- 1919 – Viene fondato in Germania il Partito Tedesco dei Lavoratori. Adolf Hitler vi aderirà nel settembre dello stesso anno.
- 1925 – Nellie Tayloe Ross diventa la prima donna governatrice di uno Stato degli USA
- 1933 – A San Francisco (California) inizia la costruzione del Golden Gate Bridge
- 1940 – Negli Stati Uniti la radio FM viene dimostrata per la prima volta alla FCC
- 1944 – Il Daily Mail diventa il primo quotidiano transoceanico
- 1945 – L'Unione Sovietica riconosce il nuovo governo filo-sovietico della Polonia
- 1956 – Elvis Presley registra Heartbreak Hotel
- 1960 – Il diretto Sondrio-Milano deraglia presso Arcore a causa della nebbia e di lavori sulla linea. Il bilancio è di 17 morti e 139 feriti
- 1964 – Papa Paolo VI incontra il patriarca greco Atenagora I a Gerusalemme, è il primo incontro tra i capi della Chiesa cattolica e di quella ortodossa dal 1439
- 1968 – Alexander Dubček sale al potere, in Cecoslovacchia comincia la Primavera di Praga
- 1972 – Il presidente statunitense Richard Nixon ordina lo sviluppo del Programma Space Shuttle
- 1973 – I Paesi Bassi riconoscono la Repubblica Democratica Tedesca
- 1974 - Si registra la temperatura più alta mai rilevata in Antartide, di +15 °C nella stazione meteorologica neozelandese Vanda
- 1976 – La Cambogia viene ribattezzata Kampuchea Democratica
- 1980 – La Hewlett-Packard annuncia la messa in vendita del suo primo personal computer
- 1984
  - Richard Stallman inizia a sviluppare GNU
  - Lo scrittore e saggista Giuseppe Fava viene assassinato da Cosa nostra
- 1993
  - La petroliera MV Braer si incaglia sulla costa delle Isole Shetland, versando in mare 84.700 tonnellate di petrolio
  - Lo Stato di Washington giustizia Westley Allan Dodd per impiccagione (è la prima impiccagione legale negli USA dal 1965)
- 1997 – Le forze russe si ritirano dalla Cecenia
- 2005 – Viene scoperto il pianeta nano Eris, secondo per grandezza fra i pianeti nani nel Sistema solare.
- 2023 – Alle ore 9:30, si tengono, in Piazza San Pietro, i funerali del papa emerito Benedetto XVI

## Nati
Ci sono circa 1 290 voci su persone nate il 5 gennaio; vedi la pagina Nati il 5 gennaio per un elenco descrittivo o la categoria Nati il 5 gennaio per un indice alfabetico.

## Morti
Ci sono circa 570 voci su persone morte il 5 gennaio; vedi la pagina Morti il 5 gennaio per un elenco descrittivo o la categoria Morti il 5 gennaio per un indice alfabetico.

## Feste e ricorrenze

### Religiose
Cristianesimo:
- Sant'Amata della Tebaide (Amma Talida), vergine
- Sant'Amelia di Gerona, vergine e martire
- Sant'Astolfo, monaco e vescovo
- San Carlo di Sant'Andrea, passionista
- San Convoione, abate di Redon
- San Deogratias, vescovo
- Sant'Edoardo il Confessore, re
- Santa Emiliana, vergine
- Santa Eudocia di Leušino, religiosa (Chiesa ortodossa russa)
- Santa Genoveva Torres Morales, fondatrice delle Suore del Sacro Cuore di Gesù e dei Santi Angeli
- San Gerlaco di Valkenburg, eremita
- San Giovanni Nepomuceno Neumann, vescovo
- Santa Sincletica, monaca
- Beato Dionisio Ammalio, mercedario
- Beati Francesco Peltiere, Giacomo Ledoyen e Pietro Tessier, sacerdoti e martiri
- Beata Marcelina Darowska (Maria Marcellina dell'Immacolata Concezione), fondatrice delle Suore dell'Immacolata Concezione della Beata Vergine Maria
- Beata Maria Repetto, religiosa
- Beato Pietro Bonilli, presbitero e fondatore delle Suore della Sacra Famiglia di Spoleto
- Beato Ruggero di Todi

Religione romana antica e moderna:
- None
- Vica Pota